# Ischnomesus
Ischnomesus är ett släkte av kräftdjur som beskrevs av Richardson 1908. Ischnomesus ingår i familjen Ischnomesidae.

## Dottertaxa tillIschnomesus, i alfabetisk ordning[1][2]
- Ischnomesus anacanthus
- Ischnomesus andriashevi
- Ischnomesus antarcticus
- Ischnomesus armatus
- Ischnomesus bacilloides
- Ischnomesus bacillopsis
- Ischnomesus bacillus
- Ischnomesus bidens
- Ischnomesus birsteini
- Ischnomesus bispinosus
- Ischnomesus bruuni
- Ischnomesus calcificus
- Ischnomesus caribbicus
- Ischnomesus carolinae
- Ischnomesus chardyi
- Ischnomesus decemspinosus
- Ischnomesus elegans
- Ischnomesus elongatus
- Ischnomesus fragilis
- Ischnomesus glabra
- Ischnomesus gracilis
- Ischnomesus hessleri
- Ischnomesus justi
- Ischnomesus latimanus
- Ischnomesus magnificus
- Ischnomesus multispinis
- Ischnomesus norvegicus
- Ischnomesus paucispinis
- Ischnomesus planus
- Ischnomesus profundus
- Ischnomesus roseus
- Ischnomesus simplex
- Ischnomesus simplissimus
- Ischnomesus spaercki
- Ischnomesus tasmanensis
- Ischnomesus vinogradovi
- Ischnomesus wolffi